# 沸騰都市
沸騰都市（ふっとうとし）は、2008年度に放送された『NHKスペシャル』のドキュメンタリー企画。全8回+特別編1回。

## 概要
“国境の意味が薄れた今、国家に替わって主役を担うのはエネルギーが煮えたぎる沸騰都市である”として近年脚光を浴びている都市を毎回1つずつ取り上げ、その発展と今後の向かう先を伝えた番組である。

## 内容
| 回 | サブタイトル                               | 初回放送日    | 内容 |
| -- | ------------------------------------------ | ------------- | --- |
| 1  | ドバイ 砂漠にわき出た巨大マネー            | 2008年5月18日 | アラブ首長国連邦の都市国家ドバイ。完成時には世界最高の高さとなる超高層ビル、世界最大の空港、世界最大の人工島など砂漠の中に突如出現したこの都市は、周辺のオイルマネーのみならず世界中の有り余るマネーを取り込み、近年凄まじい勢いで成長を遂げている。建築・金融ラッシュに湧くこの都市の発展の最前線を、複数の実業家への取材を通して伝えた。 |
| 2  | ロンドン 世界の首都を奪還せよ              | 2008年5月19日 | 産業革命以来とも言われる好況に沸くロンドン。外国為替の取引量、外国企業の株式上場額はニューヨークを上回り世界一になった。この都市がかつての栄光を取り戻した原動力は新興国から取り込んだマネーである。番組ではロシア人とタイ人の実業家、そして外国資本に主役を渡してでも都市を活性化させようとするリビングストン市長とその政策により大きな影響を受けている古くからの労働者を取材した。                                                              |
| 3  | ダッカ “奇跡”を呼ぶ融資                    | 2008年6月22日 | かつては世界でもっとも貧しかった国の1つであるバングラデシュ。この国の首都・ダッカが今、めざましい経済成長を遂げている。その主役である貧困層の人たちは、政府にも頼れず天然資源にも乏しいこの国で自らの力で豊かさを勝ち取ろうとしている。その要となる銀行と事業主を取材した。 |
| 4  | イスタンブール 激突 ヨーロッパかイスラムか | 2008年6月29日 | イスラム国のトルコは現在の国家体制確立以降「政教分離」を国是としていたが、近年イスラム主義が台頭している。ヨーロッパ側とアジア側とにボスポラス海峡で分かれているイスタンブールを舞台に、親欧系の勢力と親イスラム系の勢力双方の動きを追った。 |
| 5  | ヨハネスブルク “黒いダイヤ”たちの闘い      | 2009年1月25日 | 南アフリカ共和国のヨハネスブルクは、アパルトヘイト撤廃によって経済は旺盛になり、撤廃後に勧めた黒人優遇政策により、黒いダイヤモンドと呼ばれる黒人富裕層が出現した。しかし一方、逆に貧困さが増した国民も存在し、数少ない黒人裕福層との対立も起きている。更なる発展を目指して動く経営者を取材した。 |
| 6  | サンパウロ 富豪は空を飛ぶ                  | 2009年2月1日  | ブラジルは1970年代、誰も見向きしなかったさとうきびによるバイオエタノール生産を国策として推進、21世紀初頭の石油の代替燃料として、ブラジル国内はもとより世界的な規模の特需に乗りBRICSの一国となった。サンパウロ市内は数キロの渋滞に及ぶ通勤ラッシュと化した中、バイオエタノールで財を成した富豪達はヘリコプターで空を縦横無尽に飛び回り商談に向かう。国内の更なる開拓の中、そのノウハウを求め南アフリカやアジアなどからマネーが行き交う姿を追った。 |
| 7  | シンガポール 世界の頭脳を呼び寄せろ        | 2009年2月15日 | 赤道直下に位置するシンガポールは、国家総出で世界に存在する優れた才能、能力を持った人を集めていた。資源が乏しい都市国家であるため、外国人優遇政策や優れた環境の用意等を行い、優秀な人材で世界を席巻し国の発展を目指している。労働者においても、稼ぎを求め国外から出稼ぎ労働者が集まっている。徹底した実力かつ能力主義による人材大国の動きを追った。                                                                                                |
| 8  | TOKYOモンスター                            | 2009年2月16日 | あらゆるものが一極集中し、人口も段違いに多い日本の首都、東京。発展に伴い、地下施設、人工島、高層ビルの増加や、ビルの改造、ライフラインの収束化、インフラの整備などの開発が進んでいった。大規模・効率化を目指し生き物のように成長する東京の将来を、ビジネスおよび開発関係者、都市住民への取材、そしてプロダクションI.G制作による2029年の東京のアニメーションを通して伝えた。                                                                       |

## 特別編「沸騰都市のそれから」
前後半の合間、アメリカ合衆国のサブプライムローン問題に端を発した世界経済の悪化という出来事があり、後半シリーズの構成変更という事態に追い込まれた。
そこで本編終了後に前半シリーズで取り上げられた4つの都市(ドバイ、ロンドン、ダッカ、イスタンブール)を再度取材し、世界経済の悪化がこれらの都市にどのような影響を与えたのかを伝える特別編が企画された。2009年3月29日放送。
特徴として、前述のように、経済危機後の各都市の変化と日本企業の海外での事業の紹介が他の回に比べて多い。

## スタッフ
- 音楽：川井憲次
- 語り：志賀廣太郎（第1～4回）、宮迫博之（雨上がり決死隊、第5回～第8回）、中條誠子（特別編）
- ディレクター：小池耕自（第1・8回）、鈴木伸元（第2回）、久米麻子（第3・6回）、高木徹（第4・7回）
- 制作統括：川畑和久、寺園慎一
- タイトル映像監修：押井守
- タイトル映像製作：プロダクションI.G
- 題字：紫舟